# 第6回全国障害者スポーツ大会
第6回全国障害者スポーツ大会（だい6かいぜんこくしょうがいしゃスポーツ大会）は2006年（平成18年）10月14日から10月16日まで開催された。愛称は「のじぎく兵庫大会」。のじぎく兵庫国体閉幕からわずか4日後の大会であった。

## ハイライト
- 例年11月に開催されていた大会をこの年から10月に繰り上げ開催された。兵庫県での開催は初めてのことだった（1995年に第4回全国知的障害者スポーツ大会が予定されていたが、阪神・淡路大震災で中止となった）。
- この年は同年4月に政令指定都市になった堺市が初出場した。